# Сонячна буря липня 2012
Сонячна буря 2012 року — сонячна буря, що супроводжувалася надзвичайно великим і сильним корональним викидом маси, що стався 23 липня 2012 року. Спалах пройшов повз Землю, бо регіон, який спричинив спалах, на той момент не був спрямований безпосередньо в бік Землі. Оцінено, що сила викиду була порівнянна з подією Каррінгтона 1859 року, яка спричинила пошкодження електрообладнання по всьому світу, особливо телеграфних систем.

## Огляд

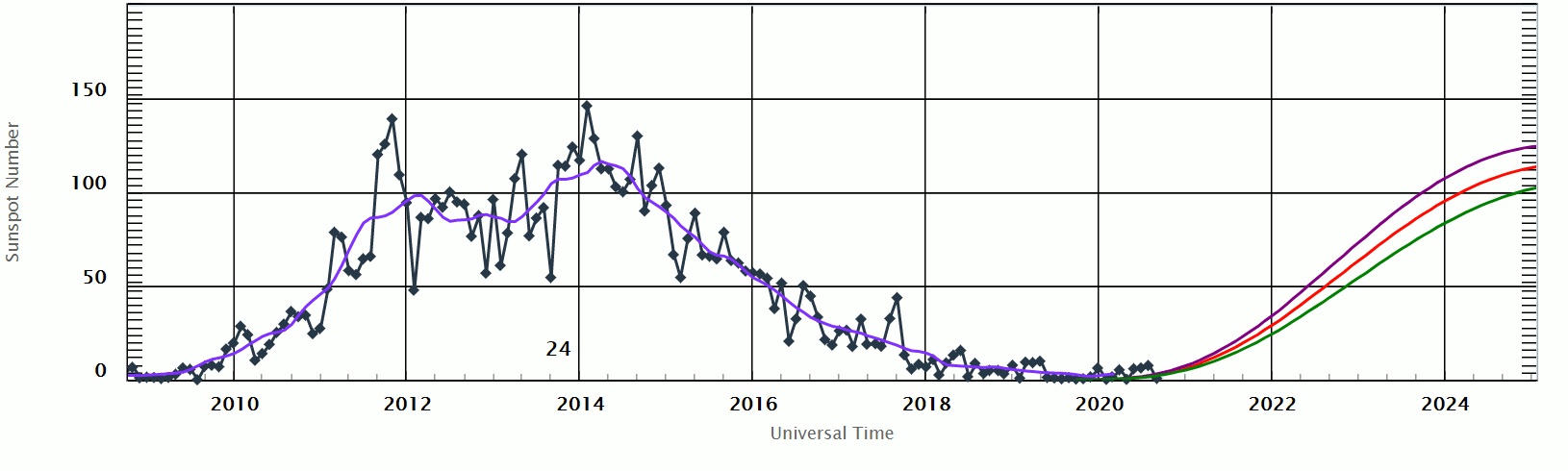
Подія сталася у 2012 році, поблизу локального максимуму кількості сонячних плям, який можна побачити на цьому графіку.

О 02:08 UT 23 липня 2012 року відбувся великий корональний викид маси з Сонця. Викид стався в активному регіоні 11520 і збігся з сонячним спалахом класу не більше X2.5. Ця подія викликала швидку ударну хвилю, що рухалася від Сонця. Викид перетнув орбіту Землі, вразивши космічний апарат STEREO-A. Цей космічний апарат — це сонячна обсерваторія, обладнана для вимірювання такої активності. Він знаходиться далеко від Землі і не піддається впливу сильних електричних струмів, які можуть виникати, коли корональний викид маси досягає магнітосфери Землі. Тому космічний апарат пережив зіткнення та надав дослідникам цінні дані. Вимірювання космічного апарату зафіксували ударну хвилю о 20:55 UTC 23 липня, а магнітні хмари з'явилися двома годинами пізніше. Провідна ударна хвиля, пов'язана з корональним викидом маси, рухалася радіально зі швидкістю близько 3300 км/с відносно STEREO-A. Корональний викид маси пройшов від Сонця до орбіти Землі приблизно за 20,78 годин, що вказує на середню швидкість 2000 км/с.
На основі зібраних даних, подія складалася з двох окремих викидів, які змогли досягти надзвичайно високої сили, оскільки міжпланетне середовище навколо Сонця було очищено меншим корональним викидом маси за чотири дні до того. Взаємодія між головним корональним викидом маси та попередніми подіями під час їхнього проходження через міжпланетне середовище також призвела до посилення магнітного поля викидів, яке ще продовжувалося, коли первинний корональний викид досяг орбіти Землі.
Подія сталася в час високої активності протягом 24-го циклу сонячної активності.

### Прогнозовані ефекти
Якби корональний викид маси влучив у Землю, він, ймовірно, завдав би серйозної шкоди електронним системам у глобальному масштабі. Геомагнітна буря, що виникла б у результаті цього, могла мати індекс Dst від -1150 до -600 нТл, що можна порівняти з подією Каррінгтона. У дослідженні 2013 року було оцінено, що економічні витрати для США становили б від 600 млрд до 2,6 трлн доларів. Ін Д. Лю, професор Китайської державної ключової лабораторії космічної погоди, оцінив, що час відновлення після такої катастрофи становив би від чотирьох до десяти років.

## Історичні порівняння
Вважають, що рекордний за швидкістю корональний викид маси, пов'язаний з сонячною бурею серпня 1972 року, стався в результаті подібного процесу, коли попередні корональні вибухи очистили міжпланетний простір від Сонцем і Землею. Ця буря розпочалась через 14,6 години після викиду, — навіть швидше, ніж велика сонячна буря 1859 року.